# Hilmir Snær Guðnason
Hilmir Snær Guðnason (Reykjavík, 24 gennaio 1969) è un attore islandese.

## Biografia
È apparso dagli anni novanta al cinema e sul palco, in quest'ultimo campo col teatro nazionale islandese sia in drammi che in musical. Ha anche doppiato in islandese i personaggi di molti film d'animazione Disney.

## Filmografia parziale

### Cinema
- Myrkrahöfðinginn, regia di Hrafn Gunnlaugsson (1999)
- Englar alheimsins, regia di Friðrik Þór Friðriksson (2000)
- 101 Reykjavík, regia di Baltasar Kormákur (2000)
- La risata del gabbiano (Mávahlátur), regia di Ágúst Guðmundsson (2001)
- Il mare (Hafið), regia di Baltasar Kormákur (2002)
- Blueprint, regia di Rolf Schübel (2003)
- Guy X, regia di Saul Metzstein (2005)
- Brúðguminn, regia di Baltasar Kormákur (2008)
- Mamma Gógó, regia di Friðrik Þór Friðriksson (2010)
- City State 2 - Il sangue dei giusti (Borgríki 2), regia di Olaf de Fleur (2014)
- La donna elettrica (Kona fer í stríð), regia di Benedikt Erlingsson (2018)
- A White, White Day - Segreti nella nebbia (Hvítur, hvítur dagur), regia di Hlynur Pálmason (2019)
- Lamb (Dýrið), regia di Valdimar Jóhannsson (2021)

### Televisione
- Il caso (Réttur) – serie TV, episodio 1x09 (2015)

## Riconoscimenti
- Festival di Berlino
  - 2000 – Shooting Stars Award (Islanda)
- Premio Edda
  - 2000 – Candidatura all'attore dell'anno per 101 Reykjavík
  - 2001 – Miglior attore non protagonista per La risata del gabbiano
  - 2002 – Candidatura all'attore dell'anno per Il mare e Reykjavik Guesthouse: Rent a Bike
  - 2008 – Miglior attore per Brúðguminn
  - 2020 – Candidatura al miglior attore non protagonista per A White, White Day - Segreti nella nebbia